# Hydropsyche sagittata
Hydropsyche sagittata is een schietmot uit de familie Hydropsychidae. De soort komt voor in het Oriëntaals gebied.